# Hapax legomenon
Hapax legomenon (mn. hapax legomena; skraćeno često hapax, od grčki: ἅπαξ λεγομενον, hapax legomenon – "jednom pročitano") je riječ koja se u nekom tekstu (ili tekstovnom korpusu) pojavljuje samo jednom.
Ako se riječ koristi dvaput, triput ili četiri puta, ponekad se koriste izrazi dis legomenon, tris legomenon, odnosno tetrakis legomenon.
Neki primjeri:
- grčki: αυτογυος, autoguos, je starogrčka riječ za vrstu pluga, nađena jednom, i samo kod Hesioda; precizno značenje nije poznato;
- grčki: παναωριος, panaorios, je jedan od mnogih hapax legomena u Ilijadi.
- gofer drvo se spominje jednom u Bibliji, u uputama za izradu Noine arke. Moguće je da se radi o čempresu. U hrvatskom prijevodu (KS) se koristi "smolasto drvo".[1]

Termin naročito koriste istraživači Biblije.